# Mesnil-Rousset
Mesnil-Rousset é uma comuna francesa na região administrativa da Normandia, no departamento de Eure. Estende-se por uma área de 7,5 km². Em 2010 a comuna tinha 93 habitantes (densidade: 12,4 hab./km²).